# شوت أوز أوتارد (كيبك)
شوت أوز أوتارد (بالإنجليزية: Chute-aux-Outardes)‏ هي بلدية محلية في كيبيك تقع في كندا في Manicouagan Regional County Municipality.  يقدر عدد سكانها بـ 1,644 نسمة ومساحتها 9.70 كم2 .